# Вашварський мир

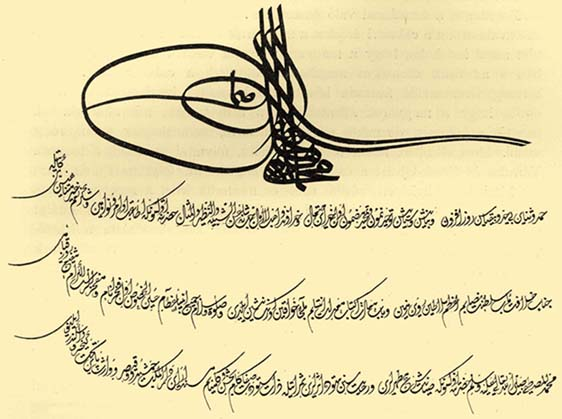
Вашварська угода (османський текст)

Вашварський мир — мирна угода між австрійською Габсбурзькою монархією та Османською імперією, підписана 10 серпня 1664 року за декілька днів після завершення битви під Сентготтгардом. Підписана послом Габсбургів у Порті Симоном Ренігером й великим візиром Османської імперії Ахмедом Кепрюлю. Вашварський мир ознаменував закінчення Австрійсько-турецької війни 1663—1664 років. Перемир'я діяло близько 20 років аж до 1683 року, коли прикордонні сутички переросли у повномасштабну війну, кульмінацією якої стала Віденська битва.
На момент укладення угоди з воєнної точки зору Габсбурзька монархія перебувала у виграшному становищі. Після повної перемоги під Сентготтгардом австрійська армія володіла стратегічною ініціативою, й були всі умови для продовження наступу. Багато хто в Габсбурзькій імперії виступав за продовження бойових дій, перед усім, хорвати й угорці, оскільки значна частина їхніх історичних земель була окупована османами, вони вбачали у поточній ситуації шанс на повне їх звільнення. Але попри це, наступ було зупинено, почато перемовини і, нарешті, підписано мир, що отримав ім'я за назвою містечка Вашвар. Впливові хорватські й угорські дворяни виступили проти умов угоди, визнавши їх надто м'якими стосовно османів — за умовами миру Османська імперія навіть отримувала назад частину щойно звільнених хорватських й угорських земель. Угода визнавала верховну владу султана над Трансильванією й Уйваром, хоча й зобов'язувала османів вивести з Трансильванії війська. Хорватський замок Нові-Зрін, родовий маєток магнатів Зринських було зруйновано. Причиною таких умов було небажання імператора Леопольда I глибоко застрягати у конфлікті з османами, у той час як головною метою його зовнішньої політики була боротьба за гегемонію в Європі з французьким королем Людовіком XIV.
Невдоволення Вашварським миром вилилось у внутрішню дестабілізацію імперії. Змова магнатів, яку в Угорщині очолив Ференц I Ракоці, а в Хорватії Петар Зринський і Фран Крсто Франкопан (див. Змова Зринських-Франкопана), була розкрита й придушена, однак завдала істотних збитків внутрішньому миру та єдності Габсбурзької держави.